# Максутов (лунный кратер)
Кратер Максутов (лат. Maksutov) — большой ударный кратер в южном полушарии обратной стороны Луны. Название присвоено в честь советского учёного-оптика Дмитрия Дмитриевича Максутова (1896—1964) и утверждено Международным астрономическим союзом в 1970 г. Образование кратера относится к позднеимбрийскому периоду.

## Описание кратера

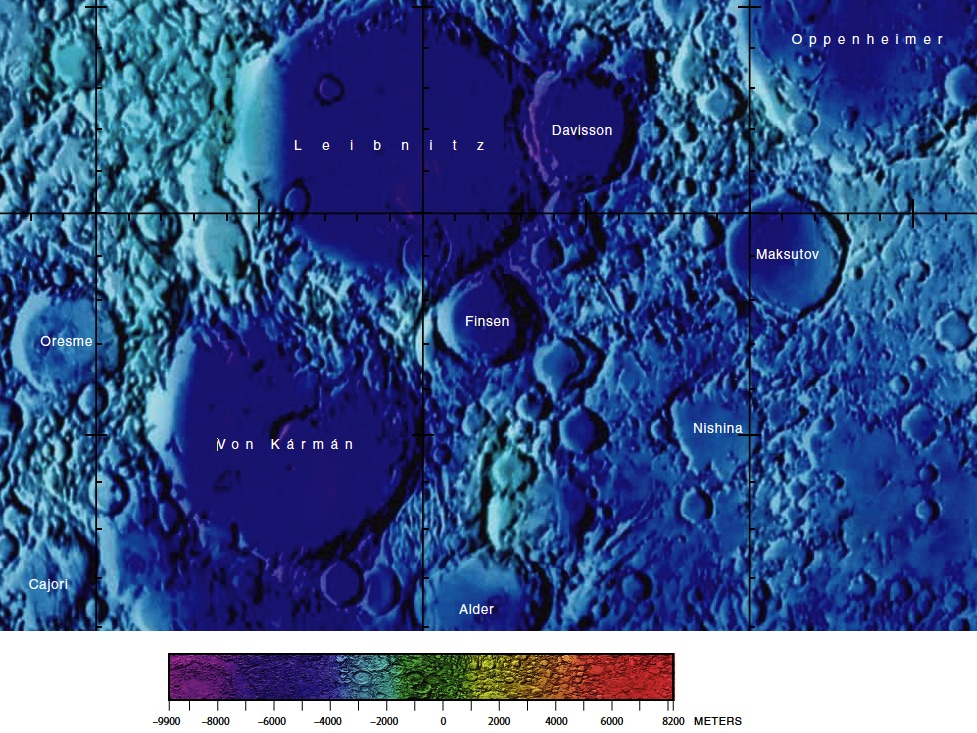
Окрестности кратера Максутов. Фрагмент карты обратной стороны Луны.

Ближайшими соседями кратера Максутов являются кратер Дэвиссон на северо-западе; кратер Оппенгеймер на севере-северо-востоке; кратер Аполлон на востоке; кратер Уайт на юго-востоке; кратер Нисина на юге-юго-востоке и кратер Финсен на западе-юго-западе. Селенографические координаты центра кратера 40°45′ ю. ш. 168°39′ з. д. / 40,75° ю. ш. 168,65° з. д., диаметр 83,8 км, глубина 2,8 км.
Кратер Максутов имеет полигональную форму и практически не разрушен. Вал c четко очерченной острой кромкой, внутренний склон террасовидной структуры, ширина его неравномерна по периметру кратеру. Высота вала над окружающей местностью достигает 1380 м, объем кратера составляет приблизительно 6450 км³.  Дно чаши затоплено и выровнено лавой, имеет альбедо ниже чем окружающая местность.

## Сателлитные кратеры

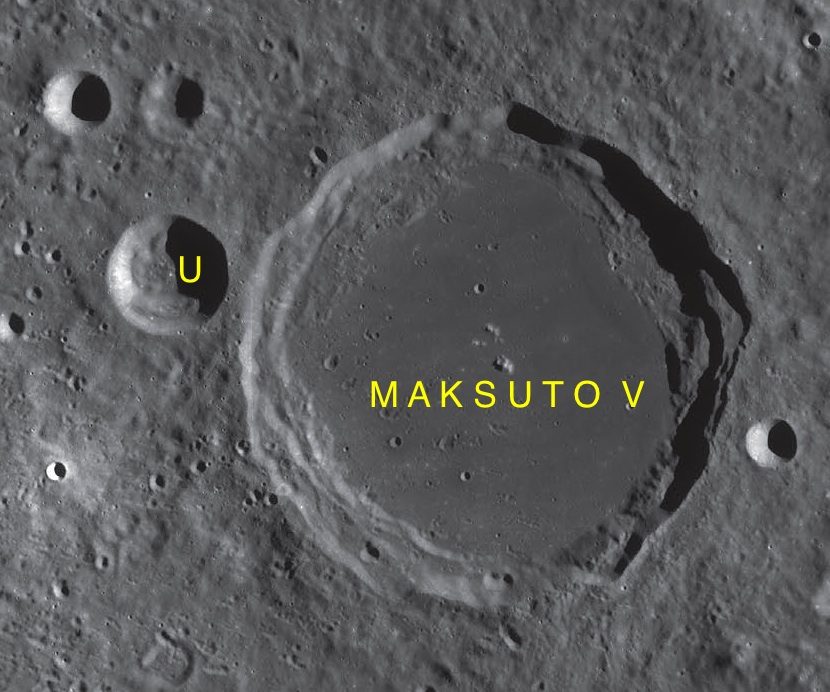
Фрагмент карты LAC-120.

| Максутов | Координаты                                             | Диаметр, км |
| -------- | ------------------------------------------------------ | ----------- |
| U        | 40°18′ ю. ш. 171°01′ з. д. / 40,3° ю. ш. 171,01° з. д. | 20,8        |

## См.также
- Список кратеров на Луне
- Лунный кратер
- Морфологический каталог кратеров Луны
- Планетная номенклатура
- Селенография
- Минералогия Луны
- Геология Луны
- Поздняя тяжёлая бомбардировка